# 海子乡 (宁南县)
海子乡，是中华人民共和国四川省凉山彝族自治州宁南县曾经下辖的一个乡。2019年12月，撤销海子乡，将原海子乡所属行政区域划归六铁镇管辖。

## 行政区划
海子乡撤销前下辖以下地区：
中坪村、新农村、关坪村和李子坪村。